# 幂平均
幂平均（英語：power mean），又稱广义平均（英語：generalized mean）或赫尔德平均（英語：Hölder mean），是一族從數列到實數的函數。幂平均函數的特殊情況包括毕达哥拉斯平均（算术、几何、调和平均），因此可視為毕达哥拉斯平均的一種推廣。

數個不同冪平均 的圖表。

## 定义
若 {\displaystyle p} 是一非零实数，可定义非負实数 {\displaystyle x_{1},\dots ,x_{n}}
的p次幂平均为
{\displaystyle M_{p}(x_{1},\dots ,x_{n})=\left({\frac {1}{n}}\cdot \sum _{i=1}^{n}x_{i}^{p}\right)^{\frac {1}{p}}\,}
冪平均在{\displaystyle p=0}等於幾何平均（冪平均函數{\displaystyle p}收斂於0時的收斂於幾何平均）
{\displaystyle M_{0}(x_{1},\dots ,x_{n})=\left(\prod _{i=1}^{n}x_{i}\right)^{\frac {1}{n}}\,}

## 性质
- 和所有平均一样，幂平均是各参数 {\displaystyle x_{1},\dots ,x_{n}} 的一次齐次函数。即若 {\displaystyle b} 是一个正实数，则 {\displaystyle b\cdot x_{1},\dots ,b\cdot x_{n}} 指数为 {\displaystyle p} 的幂平均等于 {\displaystyle b} 倍 {\displaystyle x_{1},\dots ,x_{n}} 的幂平均。
- 与几何算术平均一样，这种平均的计算可以分解成同样大小的子块来计算。

{\displaystyle M_{p}(x_{1},\dots ,x_{n\cdot k})=M_{p}(M_{p}(x_{1},\dots ,x_{k}),M_{p}(x_{k+1},\dots ,x_{2\cdot k}),\dots ,M_{p}(x_{(n-1)\cdot k+1},\dots ,x_{n\cdot k}))}

### 幂平均不等式
一般地，如果 {\displaystyle p<q}，则 {\displaystyle M_{p}(x_{1},\dots ,x_{n})\leq M_{q}(x_{1},\dots ,x_{n})} 且这两个平均相等当且仅当 {\displaystyle x_{1}=x_{2}=\cdots =x_{n}}。这由事实
{\displaystyle \forall p\in \mathbb {R} \ {\frac {\partial M_{p}(x_{1},\dots ,x_{n})}{\partial p}}\geq 0,}
得出，上述不等式可由琴生不等式证明。
特别地，对 {\displaystyle p\in \{-1,0,1\}}，幂平均不等式蕴含了毕达哥拉斯平均不等式以及算术几何平均不等式。

## 特例

特例时的图形描述。

| {\displaystyle M_{-\infty }(x_{1},\dots ,x_{n})=\lim _{p\to -\infty }M_{p}(x_{1},\dots ,x_{n})=\min\{x_{1},\dots ,x_{n}\}}   | 最小值   |
| {\displaystyle M_{-1}(x_{1},\dots ,x_{n})={\frac {n}{{\frac {1}{x_{1}}}+\dots +{\frac {1}{x_{n}}}}}}                         | 调和平均 |
| {\displaystyle M_{0}(x_{1},\dots ,x_{n})=\lim _{p\to 0}M_{p}(x_{1},\dots ,x_{n})={\sqrt[{n}]{x_{1}\cdot \dots \cdot x_{n}}}} | 几何平均 |
| {\displaystyle M_{1}(x_{1},\dots ,x_{n})={\frac {x_{1}+\dots +x_{n}}{n}}}                                                    | 算术平均 |
| {\displaystyle M_{2}(x_{1},\dots ,x_{n})={\sqrt {\frac {x_{1}^{2}+\dots +x_{n}^{2}}{n}}}}                                    | 平方平均 |
| {\displaystyle M_{3}(x_{1},\dots ,x_{n})={\sqrt[{3}]{\frac {x_{1}^{3}+\dots +x_{n}^{3}}{n}}}}                                | 立方平均 |
| {\displaystyle M_{+\infty }(x_{1},\dots ,x_{n})=\lim _{p\to \infty }M_{p}(x_{1},\dots ,x_{n})=\max\{x_{1},\dots ,x_{n}\}}    | 最大值   |

## 幂平均不等式的证明

### 不同符号的不等式之等价
假设指数 {\displaystyle p} 与 {\displaystyle q} 的幂平均间有不等式：
{\displaystyle {\sqrt[{p}]{\sum _{i=1}^{n}w_{i}x_{i}^{p}}}\leq {\sqrt[{q}]{\sum _{i=1}^{n}w_{i}x_{i}^{q}}}}
则
{\displaystyle {\sqrt[{p}]{\sum _{i=1}^{n}{\frac {w_{i}}{x_{i}^{p}}}}}\leq {\sqrt[{q}]{\sum _{i=1}^{n}{\frac {w_{i}}{x_{i}^{q}}}}}}.
我们在两边取倒数（正实数上的严格递减函数，不等号反向）：
{\displaystyle {\sqrt[{-p}]{\sum _{i=1}^{n}w_{i}x_{i}^{-p}}}={\sqrt[{p}]{\frac {1}{\sum _{i=1}^{n}w_{i}{\frac {1}{x_{i}^{p}}}}}}\geq {\sqrt[{q}]{\frac {1}{\sum _{i=1}^{n}w_{i}{\frac {1}{x_{i}^{q}}}}}}={\sqrt[{-q}]{\sum _{i=1}^{n}w_{i}x_{i}^{-q}}}},
我们得到了关于 {\displaystyle -p} 与 {\displaystyle -q} 的幂平均不等式，同样的推理可以倒推，从而证明了两个不等式等价，这在后面的证明中将用到。

### 几何平均
对任何 {\displaystyle q}，指数为 {\displaystyle q} 的幂平均与几何平均之间的不等式为：
{\displaystyle \prod _{i=1}^{n}x_{i}^{w_{i}}\leq {\sqrt[{q}]{\sum _{i=1}^{n}w_{i}x_{i}^{q}}}}
{\displaystyle {\sqrt[{q}]{\sum _{i=1}^{n}w_{i}x_{i}^{q}}}\leq \prod _{i=1}^{n}x_{i}^{w_{i}}}
（第一个不等式对正数 {\displaystyle q}，第二个对负数）
我们在两边取 {\displaystyle q} 次幂：
{\displaystyle \prod _{i=1}^{n}x_{i}^{w_{i}\cdot q}\leq \sum _{i=1}^{n}w_{i}x_{i}^{q}}
两种情形我们都得到关于 {\displaystyle x_{i}^{q}} 的加权算术几何平均不等式，这可以用琴生不等式证明，利用对数函数是凸函数的事实：
{\displaystyle \sum _{i=1}^{n}w_{i}\log(x_{i})\leq \log \left(\sum _{i=1}^{n}w_{i}x_{i}\right)}
{\displaystyle \log \left(\prod _{i=1}^{n}x_{i}^{w_{i}}\right)\leq \log \left(\sum _{i=1}^{n}w_{i}x_{i}\right)}
两边取指数函数（严格递增），我们得到了不等式：
{\displaystyle \prod _{i=1}^{n}x_{i}^{w_{i}}\leq \sum _{i=1}^{n}w_{i}x_{i}.}
从而对任何正数 {\displaystyle q}，下式成立：
{\displaystyle {\sqrt[{-q}]{\sum _{i=1}^{n}w_{i}x_{i}^{-q}}}\leq \prod _{i=1}^{n}x_{i}^{w_{i}}\leq {\sqrt[{q}]{\sum _{i=1}^{n}w_{i}x_{i}^{q}}}.}
因为此不等式对任何 {\displaystyle q} 成立，足够小同样成立，可以将证明（利用洛必达法则），当 {\displaystyle q} 趋于 0 时，左右两边趋于几何平均，{\displaystyle q} 趋于 0 时的幂平均是几何平均：
{\displaystyle \lim _{q\rightarrow 0}{\sqrt[{q}]{\sum _{i=1}^{n}w_{i}x_{i}^{q}}}=\prod _{i=1}^{n}x_{i}^{w_{i}}}

### 幂平均不等式
我们将证明对任何 {\displaystyle p<q} 如下不等式成立：
{\displaystyle {\sqrt[{p}]{\sum _{i=1}^{n}w_{i}x_{i}^{p}}}\leq {\sqrt[{q}]{\sum _{i=1}^{n}w_{i}x_{i}^{q}}}.}
如果 {\displaystyle p} 是负数且 {\displaystyle q} 是正数，不等式等价于上面已证过的
{\displaystyle {\sqrt[{p}]{\sum _{i=1}^{n}w_{i}x_{i}^{p}}}\leq \prod _{i=1}^{n}x_{i}^{w_{i}}\leq {\sqrt[{q}]{\sum _{i=1}^{n}w_{i}x_{i}^{q}}}}
对正数 {\displaystyle p} 与 {\displaystyle q} 的证明如下：定义函数 {\displaystyle f:{\mathbb {R} _{+}}\rightarrow {\mathbb {R} _{+}}}， {\displaystyle f(x)=x^{\frac {q}{p}}}。 {\displaystyle f}是一个幂函数，所以有二阶导数：{\displaystyle f''(x)=\left({\frac {q}{p}}\right)\left({\frac {q}{p}}-1\right)x^{{\frac {q}{p}}-2}}，在 {\displaystyle f} 的定义域内严格正，因为 {\displaystyle q>p}，从而我们知道 {\displaystyle f} 是凸的。
利用这一点以及琴生不等式，我们得到：
{\displaystyle f(\sum _{i=1}^{n}w_{i}x_{i}^{p})\leq \sum _{i=1}^{n}w_{i}f(x_{i}^{p})}
{\displaystyle {\sqrt[{\frac {p}{q}}]{\sum _{i=1}^{n}w_{i}x_{i}^{p}}}\leq \sum _{i=1}^{n}w_{i}x_{i}^{q}}
两边取 {\displaystyle {\frac {1}{q}}} 次幂（递增函数，因 {\displaystyle {\frac {1}{q}}} 为正数）我们得到了欲证之不等式：
{\displaystyle {\sqrt[{p}]{\sum _{i=1}^{n}w_{i}x_{i}^{p}}}\leq {\sqrt[{q}]{\sum _{i=1}^{n}w_{i}x_{i}^{q}}}}。
最后使用先前证过的等价性，我们得到了关于负数 {\displaystyle p} 与 {\displaystyle q} 的不等式，证毕。

## 最小值与最大值
此段最后将证明当指数 {\displaystyle p} 趋于 {\displaystyle -\infty } 与 {\displaystyle +\infty }，其幂平均的幂平均分别趋于最小值与最大值。定义指数为 {\displaystyle -\infty } 与 {\displaystyle +\infty } 的幂平均为最大值与最小值。从而应该有：
{\displaystyle \min(x_{1},x_{2},\ldots ,x_{n})\leq {\sqrt[{q}]{\sum _{i=1}^{n}w_{i}x_{i}^{q}}}\leq \max(x_{1},x_{2},\ldots ,x_{n})}
对最大值证明如下：不失一般性假设序列 {\displaystyle x_{i}} 非减且全不为零。则不等式等价于：
{\displaystyle {\sqrt[{q}]{\sum _{i=1}^{n}w_{i}x_{i}^{q}}}\leq x_{1}}
两边取 {\displaystyle q} 次幂，我们得到不等式（取决于 {\displaystyle q} 的符号）：
{\displaystyle \sum _{i=1}^{n}w_{i}x_{i}^{q}\leq {\color {red}\geq }x_{1}^{q}}
若 {\displaystyle q>0} 为 ≤， 若 {\displaystyle q<0} 为 ≥。
两边同时减去 {\displaystyle w_{1}x_{1}^{q}} 我们得到：
{\displaystyle \sum _{i=2}^{n}w_{i}x_{i}^{q}\leq {\color {red}\geq }(1-w_{1})x_{1}^{q}}
除以 {\displaystyle (1-w_{1})}：
{\displaystyle \sum _{i=2}^{n}{\frac {w_{i}}{(1-w_{1})}}x_{i}^{q}\leq {\color {red}\geq }x_{1}^{q}}
{\displaystyle 1-w_{1}} 不为零，从而：
{\displaystyle \sum _{i=2}^{n}{\frac {w_{i}}{(1-w_{1})}}=1}
减去 {\displaystyle {x_{1}}^{q}} 剩下：
{\displaystyle \sum _{i=2}^{n}{\frac {w_{i}}{(1-w_{1})}}(x_{i}^{q}-x_{1}^{q})\leq {\color {red}\geq }0}
这是显然的，因为 {\displaystyle x_{1}} 大于或等于任何 {\displaystyle x_{i}}，从而
{\displaystyle x_{i}^{q}-x_{1}^{q}\leq {\color {red}\geq }0}
对最小值证明几乎相同，只不过将 {\displaystyle x_{1}}、{\displaystyle w_{1}} 换作 {\displaystyle x_{n}}、{\displaystyle w_{n}}，证毕。
另一方面，当 {\displaystyle q} 大于零时，由简单的推理以及上面的不等式有
{\displaystyle {\sqrt[{q}]{w_{1}x_{1}^{q}}}<{\sqrt[{q}]{\sum _{i=1}^{n}w_{i}x_{i}^{q}}}\leq x_{1},}
令 {\displaystyle q} 趋于 {\displaystyle +\infty } 时，左边同样趋于 {\displaystyle x_{1}}，由夹逼定理知中间项幂平均趋于 {\displaystyle x_{1}}。最小值的证明完全类似。

## 广义f-平均
幂平均可以推广到更一般的广义 f-平均：
{\displaystyle M_{f}(x_{1},\dots ,x_{n})=f^{-1}\left[{{\frac {1}{n}}\cdot \sum _{i=1}^{n}{f(x_{i})}}\right]}
例如这包括了几何平均而勿需使用极限。幂平均是由 {\displaystyle f\left(x\right)=x^{p}} 得到的。

## 应用

### 信号处理
幂平均作为一个非线性移动平均。对於小 {\displaystyle p} 值，幂平均比较偏重小信号值，对於大 {\displaystyle p} 值，幂平均则会强调大信号值。给予一个高效率移动算术平均的实施函数，称为 smooth ，工程师可以按照下述 Haskell 代码，设计一个移动幂平均实施函数：
```
 powerSmooth :: Floating a => ([a] -> [a]) -> a -> [a] -> [a]
 powerSmooth smooth p =
    map (** recip p) . smooth . map (**p)
```

- 对於大 {\displaystyle p} 值，这可作为一个整流信号的包封檢測器（envelope detector）。
- 对於小 {\displaystyle p} 值，这可作为一个質量譜的基线侦测器（baseline detector）。